# Њу Касл (Делавер)
Њу Касл (енгл. New Castle) град је у Округу Њу Касл у америчкој савезној држави Делавер. По попису становништва из 2010. у њему је живело 5.285 становника

## Демографија
| Група             | 2000.         | 2010.         |
| Белци             | 3.708 (76,3%) | 3.418 (64,7%) |
| Афроамериканци    | 982 (20,2%)   | 1.435 (27,2%) |
| Азијати           | 19 (0,4%)     | 61 (1,2%)     |
| Хиспаноамериканци | 117 (2,4%)    | 288 (5,4%)    |
| Укупно            | 4.862         | 5.285         |